# Jaume Cascalls

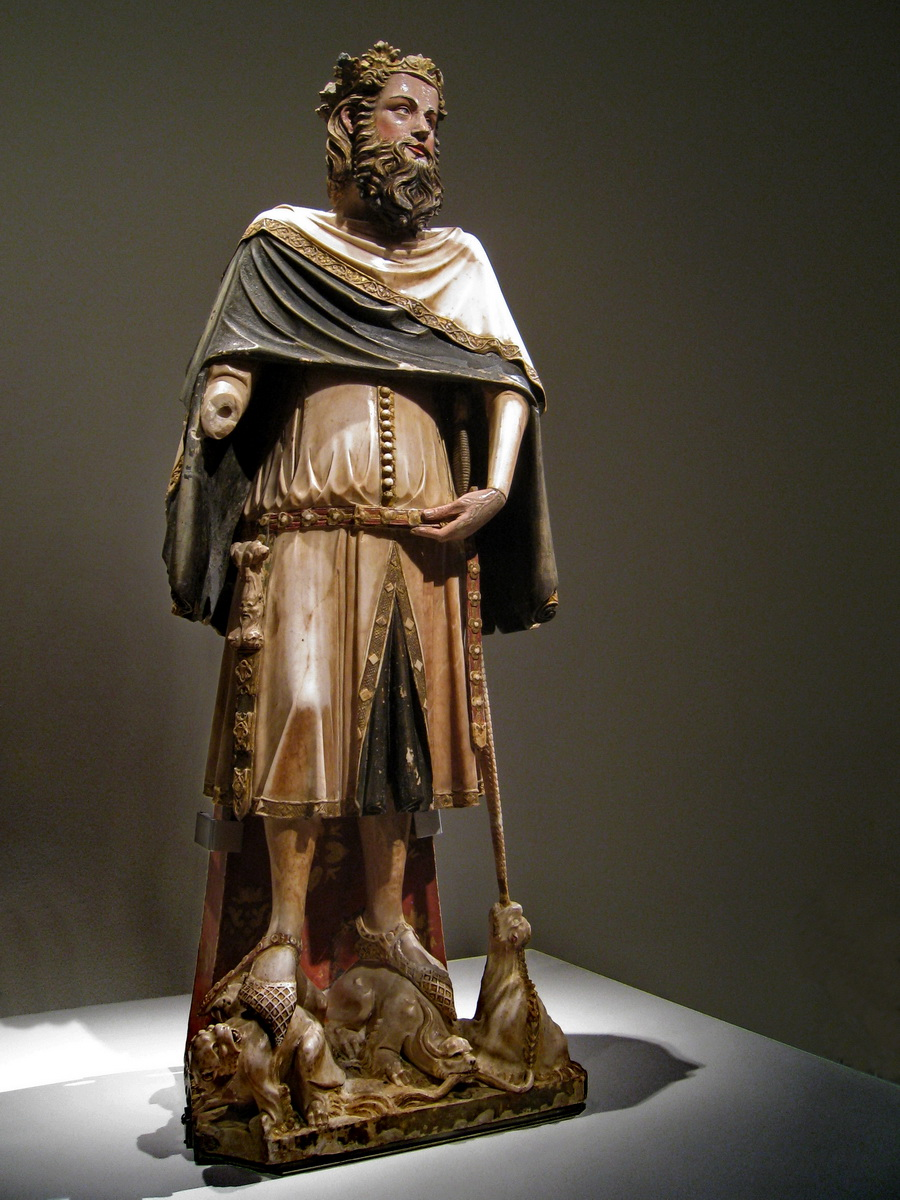
Pedro el Ceremonioso, alabastro policromado, la imagen es conocida como «San Carlomagno». Realizada por Jaime Cascalls, se encuentra en la Catedral de Gerona.

Jaume Cascalls (Berga, comienzo del siglo XIV – 1378) fue un escultor gótico catalán. 
Representante de la escuela catalana de escultura gótica liberada de influencias francesas e italianas. Su escultura trata las imágenes de forma más naturalista, dando así mayor dulzura a las imágenes femeninas y más vigor a las masculinas, dotadas todas de pobladas barbas.
Jaume  Cascalls estaba casado con María hermana de Arnau Bassa, por tanto su  suegro era Ferrer Bassa con quien tuvo una relación profesional y artística muy productiva. El parecido entre los ropajes con que vestía a sus personajes y la indumentaria que pintaba   Bassa es manifiesta y el hecho que ambas familias tuvieran el control del total de los encargos de la corte, son significativas de esta colaboración. 
El retablo en mármol blanco, de la Virgen María de la iglesia de Cornellá de Conflent, que data del 1345 y tiene su nombre grabado, es la obra más antigua que se le atribuye.
Los sepulcros de Poblet donde empezó a trabajar en 1349 con el maestro Aloi de Montbrai fue la obra a la que dedicó la mayor parte de su vida y que se alargó mucho por culpa de los constantes cambios que introducía Pedro el Ceremonioso. La influencia del maestro Aloi es enorme en Cascalls, hasta el punto de comportar un problema de difícil solución establecer qué obras pertenecen a cada uno de estos dos escultores.
Cascalls, al ser nombrado maestro de obras de la Seo Vieja de Lérida abandonó Poblet a media construcción  a(1360). También hizo algunas figuras de alabastro policromado para el monasterio de Ripoll, así como algunas esculturas para la catedral de Gerona, entre las que destaca la llamada san Carlomagno, una pieza de alabastro policromado que en realidad representa al rey Pedro el Ceremonioso, que fue objeto de culto en el altar de la capilla de los Santos Mártires desde que el obispo Arnau de Mont-rodon instituyó en el año 1345 el culto a San Carlomagno.
También  a trabajar en la catedral de Tarragona en la década de 1370 desde donde volvió a Poblet cuando el rey le amenazó en 1373 con desproveerlo de todos sus bienes y utilizarlos para contratar otro maestro de obra. Ante esto, se dejó dos oratorios que tuvo que ir a hacer años después mientras trabajaba en Tarragona. Cascalls ante las amenazas reales se apresuró a acabar la sepultura del rey Alfonso el Benigno y las partes esenciales de las otras tumbas.  
Se considera que su muerte se produjo hacia el 1378, ya que es la fecha del libertad  de su esclavo, y buen discípulo, a quien el rey Pedro el Ceremonioso nombró maestro mayor de los sepulcros reales en el año 1381 otro gran escultor del gótico catalán Jordi de Déu.